# Ese camino
«Ese camino» es una canción de la cantante y compositora mexicana Julieta Venegas. La canción fue incluida en su séptimo álbum de estudio, Algo Sucede. Fue lanzada como primer sencillo vía un comunicado de su página oficial. Fue lanzada el 5 de mayo de 2015.
Es nominada a en los Premios Grammy Latinos 2015 en las categorías de "Grabación del Año" y "Canción del Año".

## Composición
La canción fue compuesta por Julieta Venegas y trata sobre la infancia y como nos marca para siempre.

## Lanzamiento
El lanzamiento de la canción en tiendas digitales fue el 5 de mayo de 2015. En la radio de América Latina se lanzó el 9 de mayo de 2015 publicado en la página de Los 40 Principales Colombia.
En la radio mexicana se lanzó el 6 de mayo de 2015 y en los Estados Unidos, Puerto Rico y España se estrenó el 8 de mayo de 2015.

## Vídeo musical
El vídeo fue filmado el 19 de abril de 2015 y fue dirigido por Claudio Divella. Días antes de terminar la filmación, Venegas subió diversas fotos a sus redes sociales oficiales donde mostraba el backstage de la grabación, con el Hashtag #VideoNuevo. El Lyric video se lanzó el día 11 de mayo de 2015 en el canal oficial de Julieta, pero fue suprimido ese mismo día y vuelto a subir el 12 de mayo de 2015. 6 días después el 18 de mayo de 2015 fue lanzado el vídeo audio en su Vevo oficial.
El día 3 de junio fue lanzado el video oficial del sencillo a través de su canal Vevo en Youtube, debutando así en diferentes plataformas de videos musicales por toda Latinoamérica. A tan solo dos días de su lanzamiento alcanzó las más de 100.000 reproducciones y se colocó en el Top 5 semanal de los videos más virales en Europa y también en el Top 5 de vídeos de la revista Rolling Stone Argentina.

## Presentaciones
En el festival RadioFest de Los 40 principales Colombia que se realizó en la ciudad de Bogotá, Colombia en el Parque Simón Bolívar el día 8 de mayo de 2015, Julieta presentó en vivo por primera vez «Ese Camino».

## Promoción
El 24 de abril de 2015, Julieta publica a través de sus redes sociales un adelanto de 37 segundos del sencillo en su página oficial.

## Lista de canciones
- Descarga digital[11]

1. "Ese Camino" – 3:09

## Posicionamiento en las listas

### Semanales
| Chile          | Top 100 Chile                      | 8   |
| Colombia       | Monitor Latino                     | 16  |
| Estados Unidos | Latin Pop Songs (Billboard)        | 13  |
| Estados Unidos | Monitor Latino                     | 16  |
| Estados Unidos | MediaBase Spanish Contemporany     | 13  |
| México         | Mexico Airplay (Billboard)         | 12  |
| México         | Mexico Español Airplay (Billboard) | 3   |
| México         | Monitor Latino                     | 4   |
| México         | Top 150 Stream                     | 130 |
| México         | Lista 40 Principales               | 5   |
| Venezuela      | Record Report (Rock General)       | 6   |

### Anuales
| Chile | Top 100 Chile | 67 |

## Premios y nominaciones

### Latin Grammy
- Grabación del Año - Nominada
- Canción del Año - Nominada